# Nucet, Dâmbovița
Nucet là một xã thuộc hạt Dâmbovița, România. Dân số thời điểm năm 2002 là 4401 người.